# Llengües ersuiques
Les llengües ersuiques (en xinès 尔苏, ersu; també anomenades duoxu o erhsu) és un grup de llengües qiànguiques de la família lingüística sinotibetana. Les llengües ersuiques tenen en conjunt aproximadament 20.000 parlants a la Xina. El muia (o també menia) s'hi considera emparentat, tot i que no se'n coneix del tot encara la relació.
Els parlants de les llengües ersuiques viuen a la part occidental de la Xina, a la província de Sichuan (diversos departaments dins de la Prefectura Autònoma Tibetana de Garze, de la Prefectura Autònoma Yi de Liangshan, i a la ciutat-prefectura de Ya'an). La majoria d'ells són classificats pel govern xinès com a membres del grup ètnic Tibetà (Zang zu), tot i que alguns també estan registrats com a ètnia han. Els membres de més edat parlen majoritàriament ersu, però els més joves usen també xinès o el nuosu.
L'escriptura pictogràfica shaba dels llibres de la religió shaba és un sistema pictogràfic de protoescriptura. El sistema, en el qual el color dels caràcters té valor semàntic, fou creat al segle xi i es va inspirar en l'escriptura xinesa.

## Llengües
Hi ha tres llengües ersuiques.
- Ersu 尔苏 (Ersu Oriental) - 13.000 parlants (Sun 1982)
- Lizu 傈苏, 里汝, 吕苏 (Ersu Occidental) - 4.000 parlants (Sun 1982); 7.000 parlants (Chirkova 2008)
- Tosu 多续 (Ersu Central) - 3.000 parlants (Sun 1982); gairebé extingit (Chirkova 2008)

Les llengües ersuiques es classifiquen, segons Yu (2012), de la manera següent (s'indiquen les innovacions definitòries entre parèntesis):
Proto-Ersuic
- Tosu
- Ersu (ja- Prefix d'adjectiu)
  - Hanyuan
  - Zeluo 则落 / Qingshui 清水 (ui > ri, tɕ > ts, etc.)
- Lizu (j > ɲ, Ke > Kɯ, riu > ri)
  - Mianning 冕宁 (divisó fonològica de les alveopalatals)
  - Central (st > k, HC > C)
    - Naiqu 乃渠
    - Kala 卡拉 [De Chirkova 2008]
    - Kala 卡拉 [De Huanh & Renzheng 1991]

## Gramàtica
L'ersu és una llengua SOV (subjecte-objecte-verb). La majoria de morfemes són monosil·làbics i té dos tons.